# Roland des Escotais
Roland, comte des Escotais, né en 1709 et mort en 1781, est issu d'une des plus vieilles familles nobles de Touraine. Il obtient l'érection de ses terres en comté par Louis XV en 1755 et reçoit les honneurs de la Cour en 1767 et 1770. Il est lieutenant général des armées du roi Louis XV et Louis XVI. Son frère puîné, Louis des Escotais, fut grand hospitalier de l'ordre de Malte, et lieutenant général des armées du roi comme lui.

## Biographie

### Origines familiales
Michel-Roland (appelé usuellement Roland), descend d'une ancienne famille noble du Maine (les Escotais). En écrivant sur sa famille, François-Alexandre de la Chesnaye dans son Dictionnaire de la Noblesse écrit:
« Cette seigneurie qui a appartenu successivement à ceux de ce nom, les remonte à l’origine des surnoms et à l’établissement des fiefs héréditaires, au moyen de quoi ces fiefs et ces surnoms sont devenus propres aux familles. »
Le premier des Escotais, Thibault, a participé à la troisième croisade en 1191 auprès de Richard Cœur de Lion, et la filiation de Louis Jacques est prouvée jusqu'à Guillaume II des Escotais qui vivait en 1280,,,.
Son père, Michel Séraphin des Escotais (1673-1736), est capitaine des vaisseaux du roi. Sa mère, Louise-Elisabeth de Montmorency-Laval, est la fille de Gabriel II de Laval-Tartigny, comte de Laval .

### Sa vie
Michel Roland des Escotais naît le 7 octobre 1709 au château d'Armilly et est baptisé le 22 novembre à Neuillé-Pont-Pierre,, en Touraine. Il est le deuxième d'une fratrie de trois enfants. 
Sa sœur aînée, Madeleine, épouse le comte de Valory, et son frère cadet, Louis-Joseph (1713-1796), devient lieutenant général des armées du roi et grand hospitalier de l'ordre de Saint-Jean de Jérusalem. 
En 1736, il épouse Anne-Geneviève de Pineau de Viennay, fille de Jacques de Pineau de Viennay, baron de Lucé et conseiller au Parlement,. De cette union naissent quatre enfants, dont trois survivent et ont une descendance:
- Marie-Anne des Escotais (1739-1809), mariée le 21 juin 1761 au comte Annet de Chavagnac[12] (fils de Gilles et petit-fils d'Henri-Louis)
- Michelle-Geneviève des Escotais (1742-1812), mariée le 8 avril 1777 au marquis du Luart[13]
- Louis-Jacques des Escotais (1746-1795), maréchal de camp[10].

Il acquiert en 1745 le château du Plessis (-Barbe) à Bueil-en-Touraine, ainsi que le château de la Roche à Saint-Paterne.
En 1747, il obtient l'érection de ses terres de Thoriau, d'Armilly et de La Roche, en comté des Escotais par lettres patentes du roi Louis XV, , en remerciement de ses services dans l'armée.
Le 20 avril 1767, il reçoit les honneurs de la Cour,, distinction nobiliaire des plus prestigieuses réservée aux plus anciennes familles nobles s'étant illustrées sur le champ de bataille (famille antérieure à 1190,). Cet honneur l’oui est renouvelé en 1770.
Très en vue à la cour, le roi Louis XV et toute la famille royale lui font l'honneur de signer le contrat de mariage de sa fille aînée, Marie, le 17 juin 1761. Ils lui renouvellent cet honneur 10 ans plus tard, lors du mariage de son fils aîné, Louis, le 26 juin 1771.

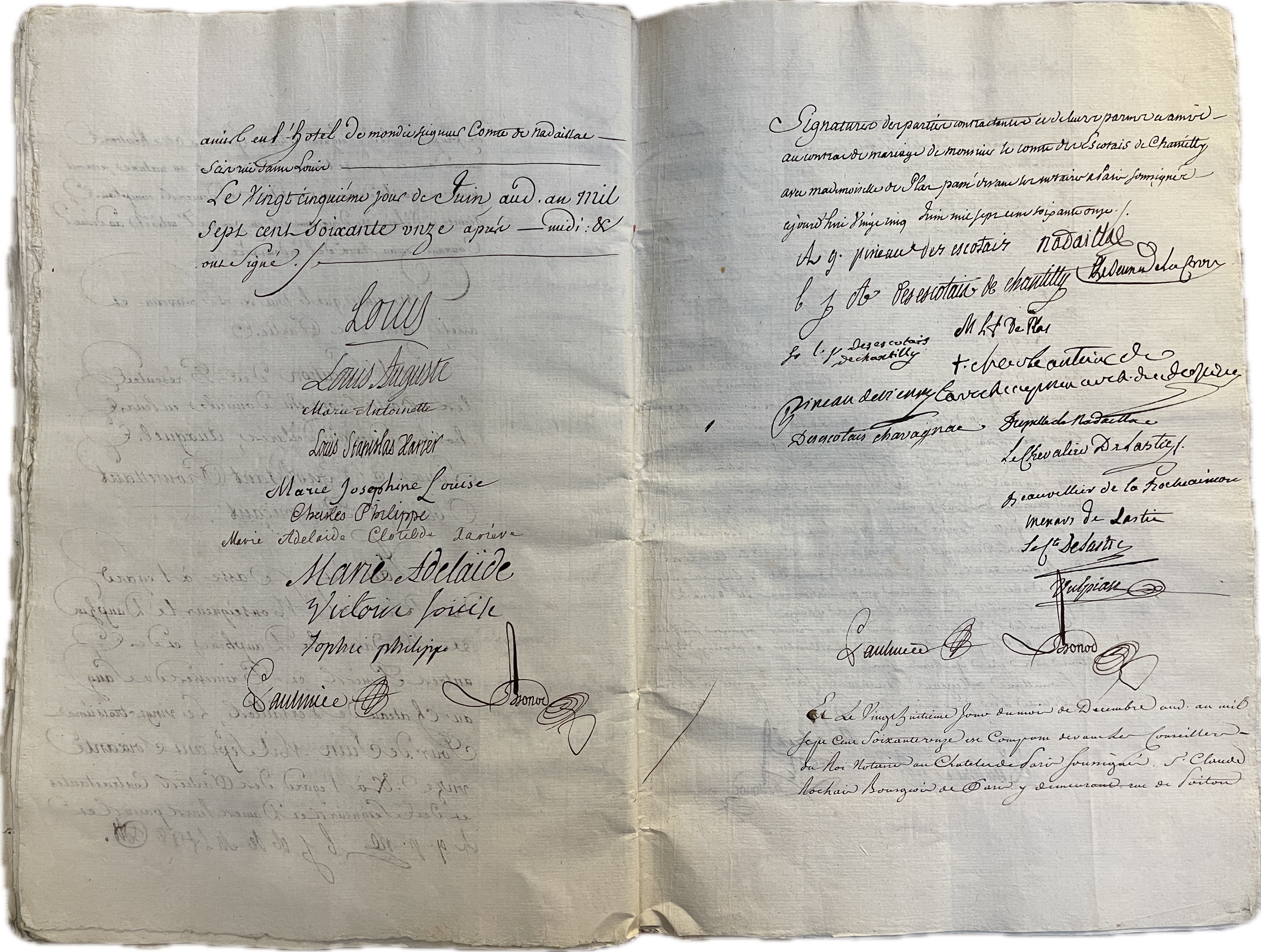
Contrat de mariage de Louis des Escotais signé le 17 juin 1771 par Louis XV et la famille royale

Au cours de sa carrière militaire, il gravit les échelons jusqu'à sa promotion au titre de lieutenant général des armées de Louis XV puis Louis XVI.
Il meurt le 31 août 1781 en son château de la Roche des Escotais à Saint-Paterne-Racan, à l'âge de 72 ans,,,.

## Fonds d'archives
- Fonds : Parlement de Paris.  Cote : X/1a/8761; X/1b/9035. Archives Nationales de France (lire en ligne).
- Fonds : Chérin.  Cote : Français 31635 (Chérin 73). Bibliothèque nationale de France (lire en ligne).
- Fonds : Carrés d'Hozier.  Cote : Français 30466 (Carrés d'Hozier 237). Bibliothèque nationale de France (lire en ligne).
- Fonds : Cabinet d'Hozier.  Cote : Français 31008 (Cabinet d'Hozier 127). Bibliothèque nationale de France (lire en ligne).
- Fonds : Nouveau d'Hozier.  Cote : Français 31349 (Nouveau d'Hozier 124). Bibliothèque nationale de France (lire en ligne).